# 중국계 뉴질랜드인
중국계 뉴질랜드인(영어: Chinese New Zealanders; 중국어 간체자: 新西兰华人, 정체자: 新西蘭華人)은 중국인 혈통을 가진 뉴질랜드인이다. 아시아계 뉴질랜드인들의 가장 큰 부분집합인 많은 중국 이민자들은 중국 본토, 홍콩, 대만 또는 많은 중국 디아스포라 인구를 가진 다른 나라들에서 왔다. 오늘날 중국계 뉴질랜드인 그룹은 인도네시아, 말레이시아, 캄보디아, 베트남, 싱가포르에서 온 디아스포라 공동체들로 구성되어 있다. 2018년 기준으로 중국계 뉴질랜드인은 뉴질랜드 인구의 4.9%를 차지하며, 아시아계 뉴질랜드인의 36.3%를 차지하는 뉴질랜드에서 가장 큰 아시아계 민족이다. 이들은 오세아니아에서 가장 큰 화교 집단 중 하나이며, 오스트레일리아에 있는 화교 공동체에 이어 두 번째로 큰 화교 공동체를 대표한다.
1860년대에 광둥성에서 온 골드 러시 이민자들이 도착했다. 이러한 역사적 유입으로 인해, 더니딘에는 여전히 뚜렷한 중국인 공동체가 존재하는데, 그의 전 시장인 피터 친은 중국계이다. 그러나 대부분의 중국계 뉴질랜드인들은 북섬에 살고 있으며, 더 최근의 이주 문화 유산이다. 중국인들은 뉴질랜드에서 헤드세부터 인종차별적 폭력까지 다양한 수단을 통해 역사적으로 심각한 차별에 직면했다. 2002년, 뉴질랜드 정부는 중국계 소수민족이 뉴질랜드에 의해 다뤄진 인종차별에 대해 중국에 공개적으로 사과했다. 중국인, 문화, 요리는 현대 뉴질랜드에 깊은 영향을 끼쳤으며, 오늘날 뉴질랜드의 풍부하고 다양한 문화의 불가분의 일부로 여겨진다. 춘절은 전국적으로 널리 기념되고 있으며, 비록 더 이상 전통적인 차이나타운은 존재하지 않지만, 오클랜드, 웰링턴, 그리고 더니딘에는 중국인들의 거점이 존재한다. 중국어는 뉴질랜드에서 네 번째로 많이 사용되는 언어이며, 중국어의 다양한 방언은 뉴질랜드에서 두 번째로 많이 사용되는 언어이다.

## 인구 통계
2018년 뉴질랜드 인구조사에 따르면 중국계 민족으로 분류되는 인구는 247,770명으로 뉴질랜드 인구의 5.3%를 차지한다. 이는 2013년 인구조사 이후 76,359명(44.5%)이 증가한 것이며, 2006년 인구조사 이후 10,200명(67.9%)이 증가한 것이다. 2013년과 2018년 사이에 인구 조사가 증가한 이유 중 일부는 뉴질랜드 통계청이 2018년 인구 조사 데이터에 다른 출처(이전 인구 조사, 행정 데이터, 귀속)의 인종 데이터를 추가하여 무응답자 수를 줄였기 때문이다.

## 사회 경제학

### 교육
뉴질랜드 교사와 학부모들은 대체로 아이들의 학습을 위해 관대한 접근을 선택하는 반면, 뉴질랜드에 있는 중국인 이민자 부모들 사이에서 문학은 그들이 장난스러운 면에 초점을 맞추기보다는 아이들의 학업에 훨씬 더 많은 가치를 둔다는 것을 보여준다. 반면, 중국 이민자 부모들은 숙제를 더 큰 학업 성취를 추구할 준비를 할 뿐만 아니라 고등 교육을 위한 투석기로 보고 있다. 중국 부모들은 중국의 유교적 문화적 가치를 계속 지키고 자녀들을 위한 학문적 학습을 추구하는 반면, 서양 부모들과 교사들은 연극과 아이 중심적인 기술을 따르는 경향이 있다. 이 연구 결과는 중국 이민자 부모들 사이에 서로 다르거나 심지어 모순되는 기대와 관행이 존재한다는 것을 보여준다. 중국 이민자 부모들은 교육과 학업을 아이들의 지식의 준비, 수정, 확장으로 본다. 중국 문화에서는 학문을 숭상한다. 그것은 어린 시절 동안 아이의 전반적인 인지 발달을 강화한다. 그러므로 가족의 의무감은 아이들이 학업적으로 잘 수행하도록 하는 외적인 동기부여로 작용한다.
중국계 뉴질랜드 가정에서는 교육에 대한 높은 가치를 두고 있다. 중국계 뉴질랜드인은 22%가 학사학위를 갖고 있어 아시아계 뉴질랜드인 중 4번째로 높은 민족이다. 뉴질랜드 태생의 중국인 중 23%는 아시아계 뉴질랜드인의 23%와 비슷한 학위를 취득했지만, 전국 평균인 12%의 거의 두 배였다.

### 고용
아시아 인구 중 몇몇 집단은 평균 뉴질랜드 인구보다 높지는 않더라도 노동력 참여율이 높았다. 뉴질랜드 태생의 중국계 인구는 중국계 뉴질랜드인의 75%가 노동에 참여할 정도로 참여율이 높았다. 아시아 인구의 3분의 1을 차지하는 뉴질랜드 화교들은 2001년에 45%의 노동력 참여율을 보였다. 재외 중국인(86%)이 뉴질랜드 출신 중국인(83%)과 해외 출신 중국인(각각 47%, 44%)보다 자격 취득 가능성이 약간 높았고, 전체 뉴질랜드 인구는 40%, 아시아인은 43%였다. 뉴질랜드 사람 중국계 뉴질랜드인들도 국가 평균보다 낮은 실업률을 기록하는데, 해외에서 태어난 중국인들은 15%, 뉴질랜드에서 태어난 중국인들은 8%의 실업률을 보였다. 따라서, 평균적으로, 전체 실업률은 11.5%로 전체 뉴질랜드 인구 17%보다 낮았다.
2013년 인구 조사에서 중국계 뉴질랜드인의 고용 산업은 숙박 및 음식 서비스(16.0%), 소매 무역(13.5%), 전문, 과학 및 기술 서비스(11.0%), 제조업(8.8%), 의료 및 사회 지원(7.4%)이었다.

### 경제학
오클랜드 화교 공동체의 역사
2013년, 뉴질랜드 태생의 중국인들은 국가 평균 (NZ$18,600)보다 낮은 중위소득을 가지고 있었는데, 이는 이 지역의 모든 민족 집단들 사이에서 상대적으로 낮은 것으로 볼 수 있고, 해외 태생의 중국계 뉴질랜드인들은 국가 중위소득 (NZ$15,700)의 절반에 가까운 중위소득을 가지고 있었다. 뉴질랜드 태생의 중국인 인구는 또한 총 뉴질랜드 인구보다 임금과 급여에서 수입을 얻을 가능성이 약간 낮으며, 총 뉴질랜드 인구와 마찬가지로 자영업에서 수입을 받을 가능성이 높습니다(각각 14.7퍼센트와 15.4퍼센트이다). 뉴질랜드 태생의 중국인의 35%는 2001년에 투자로부터 수입을 얻었는데, 이것은 전국 평균인 25%보다 더 높았다. 전통적인 연금 제도, 주식, 채권, 그리고 금과 은과 같은 상품들과 같은 일반적인 투자이다.

## 같이 보기
- 중국계 오스트레일리아인
- 죽싱